# Customer Premises Equipment
Customer Premises Equipment (CPE), en català «Equip Local del Client», és un terme de telecomunicacions utilitzat tant en interiors com en exteriors per originar, encaminar o acabar una comunicació. L'equip pot proveir una combinació de serveis incloent dades, veu, vídeo i un allotjament d'aplicacions multimèdia.

## Què és?
Històricament, aquest terme es referia a l'equipament situat a l'extrem de la línia telefònica de l'usuari, i normalment era propietat de la companyia de telèfon. Avui dia, no obstant això, pràcticament qualsevol equip d'usuari final es pot denominar Customer Premises Equipment, i pot ser propietat tant de l'usuari com del proveïdor.
Però encara que pot ser propietat de qualsevol dels dos, el CPE sol ser de l'usuari i se situa en la connexió elèctrica del mateix o directament en un endoll. Les dades enviades per l'usuari són transmesos des del CPE a l'HE o al Home Gateway. El CPE està connectat a l'ordinador a través d'un port Ethernet, un concentrador/commutador o altres mitjans com a interfícies USB, etc. També es pot utilitzar un adaptador telefònic (Tel Gateway) que permet la connexió d'un telèfon analògic a través de la xarxa elèctrica.
Les configuracions de l'equip especial del client varien entre venedor i venedor i depenen de les necessitats del client. Tota configuració inclou equip microones extern i equip digital intern capaç de proveir modulació, demodulació, control i funcionalitat de la interfície de l'equip especial del client. L'equip del client pot afegir-se a la xarxa utilitzant mètodes de divisió de temps (time-division multiple access - TDMA), divisió de freqüència (frequency-division multiple access - FDMA) o divisió de codi (code-division multiple access - CDMA). Les interfícies dels equips del client cobriran el rang de senyals digitals des de nivell 0 (DS-0), servei telefònic (POTS), 10BaseT, DS-1 no estructurat, DS-1 estructurat, frame relay, ATM25, ATM serial sobre T1, DS-3, OC-3 i OC-1. Les necessitats dels clients poden variar entre grans empreses (per exemple, edificis d'oficines, hospitals, universitats, etc.), en les quals l'equip microones és compartit per molts usuaris, a botigues en centres comercials i residències, en les quals seran connectades oficines utilitzant 10BaseT i/o dues línies telefòniques (POTS). Òbviament, diferents requeriments del client necessitaran diferents configuracions d'equip i diferents costos.
Aquest mòdem pot estar integrat en una caixa decodificadora externa o bé com una targeta instal·lada en l'ordinador de l'usuari, que es connecta directament a l'endoll elèctric.
Alguns exemples de CPE, que s'explicaran amb més detall en apartats posteriors són: els routers, IADs (Internet Access Devices), STBs (Set Top Boxes), els telèfons, màquines de fax, màquines contestadores i cercapersones.
Situat al domicili de l'usuari, el CPE (Customer-Premises Equipment), consisteix d'un mòdul escalable, integrat per una unitat de RF i una unitat d'interfície de xarxa (NIU, Network Interface Units), com s'exemplifica a la figura següent:

## CPE a la Xarxa de Propera Generació
A la figura següent es mostra una arquitectura NGN (xarxa de següent generació) de xarxa convergent de veu i dades concorde en general amb la visió de la majoria de les empreses explotadores. L'arquitectura pot descompondre's en diverses capes: connectivitat de nucli, accés i equip del local del client (Access and Customer Premise Equipment - CPE), i gestió.

## Tipus de CPE

### ADSL
Per comptar amb el servei d'internet ADSL, l'usuari ha de comptar amb el següent:
- Que el seu proveïdor d'internet compti amb la tecnologia necessària per oferir el servei.
- Una línia telefònica.
- Un CPE (Customer Premises Equipment) que pot ser propietat del client o subministrat pel seu proveïdor d'internet.
- Un computador amb port USB o LAN.

### Tecnologia Wimax
Una xarxa WiMAX consta d'un emissor, anomenat estació base, que distribueix o ofereix cobertura WiMAX a una sèrie de receptors, els CPE (Customer Premises Equipment). WiMAX presenta capacitat de transmissió P2P (Point-to-Point) per a transmissió entre BSs o cap a un únic CPE, i PMP (Point-to-Multipoint), per a la transmissió entre BS i diversos CPE a la zona de cobertura.
Els dos agents, tant BS com CPE, solen constar d'una antena, i un equipament radio que processa el senyal per a emissió (BS) i recepció (CPE) al canal de baixada (WiMAX presenta també canal de pujada, ja que és una tecnologia de comunicacions bidireccional). Però també existeixen BS i CPE amb mòdul radio integrat en una unitat tancada propera a antena, per evitar pèrdues de senyal per propagació per cable fins a l'equipament, típicament en un armari interior.
S'està evolucionant cap a MIMO (Multiple-Input Multiple-Output), en el qual la transmissió es produeix entre múltiples antenes base (BS) cap a CPE's amb múltiples antenes, presents a la zona, la qual cosa donarà com a resultat millores en la cobertura, així com en l'eficiència de la comunicació (millores en les taxes de transferència sense augments d'ample de banda).

#### Exemple
A continuació, un exemple d'un CPE autoinstalable, Punt-a-Multipunt (PMP), dissenyat per operar entre 3.3 i 3.8 GHz i suportar una arquitectura Half Duplex FDD (Frequency Division Duplex) o TDD (Time Division Duplex). Permet als proveïdors de servei oferir wireless de banda ampla a usuaris en localitzacions Non Line of Sight (NLOS) i admet un ampli conjunt de característiques de Qualitat de Servei (QoS), incloent Committed Information Rate (CIR), Informació de Taxa de Bec (PIR) i serveis Best Effort. El CPE permet serveis de VoIP (Veu sobre IP) i de Video Broadcast. Tots els CPE's en una xarxa de proveïdor de serveis es poden manejar a distància intervenint el protocol SNMP.
Especificacions:
- Banda de freqüència: 3.3 - 3.8 GHz
- Arquitectura: Punt a multipunt (PMP)
- Esquema de duplexat: Half-duplex FDD/TDD
- FDD Duplex Spacing: 100 MHz typical
- Tipus de modulació - Dinàmica adaptativa: 64QAM, 16QAM, QPSK, BPSK
- Taxa de codificació: 1/2, 2/3 i 3/4
- Throughput de la xarxa: 18 Mbps (7 MHz channel size)
- Potència transmesa: +18 dBm
- Sensibilitat del receptor: -100 dBm
- Ample de feix de l'antena: Omnidireccional
- Guany de l'antena: 6 dBi

Característiques:
- Temperatura d'operació: -5°C a +40 °C
- Humitat: 10-90%
- Font d'alimentació: 120-240 VAC 50-60 Hz
- Consum: 15 Watts nominals
- Dimensions: 4"x6"x2" (polzades)

### Set Top Boxes
En el cas de la IPTV, els STB (Set-top-box) seran els equips que es connectaran amb la televisió del client. Hauran de decodificar els senyals perquè es transportin com a fluxos d'informació multimèdia sobre el protocol IP per fer-la compatible amb una televisió. Cada STB haura de disposar d'un control remot el qual serà utilitzat pels clients per enviar les ordres al sistema.
Els "home gateways", que no són més que els Customer Premises Equipment, haurien de disposar d'almenys dues portes Ethernet per mapear diferents qualitats de servei. Una porta és per connectar la xarxa residencial d'Internet (basada en serveis de Best Effort) i l'altra per connectar als Set-top box de IPTV, que requereixen de qualitat de servei. Si l'operador implementa cada servei en una LAN virtual diferent (VLAN), cada VLAN es mapea en una porta Ethernet diferent.
El CPE proveeix, depenent del proveïdor de serveis d'internet, una adreça IP, estàtica o dinàmica a l'equip que se li connecti.

## = Proveïdors
- Albentia Systems
- Wimax Industry
- Motorola Set-Top Boxes Arxivat 2010-06-01 a Wayback Machine.
- UNEIX EPM TELECOMUNICACIONS